# ABBA (album)
ABBA var den svenske popmusikgruppe Abbas tredje studiealbum, udgivet den 21 april 1975. Albummet, som var starten på gruppens store internationale gennembrud, er en blanding af forskellige stilarter og traditioner; folk-rock, wall-of-sound, glamrock, og symfoniske indslag. 

## Track liste

### Side A
| 1. | "Mamma Mia" (Anderson, Andersson, Ulvaeus) – 3:35         |
| 2. | "Hey, Hey Helen" (Andersson, Ulvaeus) – 3:18              |
| 3. | "Tropical Loveland" (Anderson, Andersson, Ulvaeus) – 3:06 |
| 4. | "SOS" (Anderson, Andersson, Ulvaeus) – 3:23               |
| 5. | "Man in the Middle" (Andersson, Ulvaeus) – 3:03           |
| 6. | "Bang-A-Boomerang" (Anderson, Andersson, Ulvaeus) – 3:04  |

### Side B
| 7.  | "I Do, I Do, I Do, I Do, I Do" (Anderson, Andersson, Ulvaeus) – 3:17 |
| 8.  | "Rock Me" (Andersson, Ulvaeus) – 3:05                                |
| 9.  | "Intermezzo No. 1" (Andersson, Ulvaeus) – 3:47                       |
| 10. | "I've Been Waiting For You" (Anderson, Andersson, Ulvaeus) – 3:41    |
| 11. | "So Long" (Andersson, Ulvaeus) – 3:06                                |

### Bonusspor på CD-udgaven
| 12. | "Crazy World" – 3:48 (Andersson, Ulvaeus)                                                                      |
| 13. | "Medley: Pick a Bale of Cotton/On Top of Old Smokey/Midnight Special" – 4:21 (Andersson, Traditional, Ulvaeus) |

## Medvirkende
ABBA
- Benny Andersson – synthesizer, piano, keyboard, Sang, clavinet
- Agnetha Fältskog – sang
- Anni-Frid Lyngstad – sang
- Björn Ulvaeus – guitar, sang

Studiomusiker
- Ulf Andersson – altsaxofon, tenorsaxofon
- Ola Brunkert – trommer
- Bruno Glenmark – trompet
- Rutger Gunnarsson – basguitar
- Roger Palm – trummor
- Janne Schaffer – guitar
- Finn Sjoberg – guitar
- Bjorn Utvous – guitar
- Mike Watson – bas
- Lasse Wellander – guitar